# Anbauabnahme
Unter einer Anbauabnahme (Bestätigung des ordnungsgemäßen Anbaus) versteht man die Begutachtung des Einbaus von Fahrzeugteilen, für die ein Teilegutachten eines Technischen Dienstes besteht.
Eine Betriebserlaubnis eines Fahrzeugs erlischt nicht, wenn für die eingebauten Teile der ordnungsgemäße Anbau durch einen Kraftfahrzeugsachverständigen bestätigt wurde. Diese Bestätigung wird nur erteilt, wenn
a) das Teil identifiziert werden kann
b) ein Teilegutachten nach Anlage XIX Straßenverkehrs-Zulassungs-Ordnung (StVZO) vorliegt
c) der Verwendungsbereich und die Auflagen eingehalten wurden
Diese Anbauabnahme kann jede Kfz-Prüfstelle durchführen.
Liegt kein Teilegutachten vor, ist eine Abnahme nach § 21 StVZO (Einzelbetriebserlaubnis) erforderlich.